# Yorkville, Illinois
Yorkville är en stad (city) i Kendall County, i delstaten Illinois, USA. Enligt United States Census Bureau har staden en folkmängd på 17 198 invånare (2011) och en landarea på 51,7 km². Yorkville är huvudort i Kendall County.